# Christian Jahreiß
Christian Jahreiß (* 26. September 1898 in Hof; † 14. September 1960 in Spiez, Schweiz) war ein methodistischer Pfarrer und Autor. Er verfasste mehrere Schriften über missionarische Tätigkeiten.

## Werdegang
Nach Seelsorgestellen als Pastor in Pforzheim (1923), Fürth (1924) und Ulm (1928) war Jahreiß von 1932 bis 1959 Direktor der Diakonissenanstalt Martha-Maria (heute Diakoniewerk Martha-Maria e.V.) in Nürnberg. Von 1947 bis 1960 war er zudem Direktor der Missionsgesellschaft der Methodistenkirche.
1932 unternahm er eine Studienreise nach Ostafrika, über die er in seinem Buch Frühlicht am Kilimandscharo berichtet. Obwohl nicht ganz frei von zeitgenössischen eurozentrischen Vorurteilen, kritisiert er darin Fehler des Kolonialismus und der missionarischen Tätigkeit, etwa im Bereich der Gesundheitspflege (Einschleppung von Krankheiten wie der Syphilis durch die Europäer), der Bildung (Förderung der einheimischen Sprachen, Verurteilung der Entwurzelung aus traditionellen Gesellschaftsverbänden), sogar des Tierschutzes (schonungsloser Abschuss der großen Tierherden Ostafrikas). Er kritisierte die Auswirkungen des Ersten Weltkrieges und der Weltwirtschaftskrise von 1929 bis 1932 auf Ostafrika. Er sah ebenfalls schon die zukünftige nationale Selbständigkeit der afrikanischen Staaten voraus.
Bedingt durch die nationalsozialistische Herrschaft erschienen seine Werke erst nach dem Zweiten Weltkrieg.

## Werke (Auswahl)
- Frühlicht am Kilimandscharo: Geschautes und Erlebtes auf einer Studienreise durch Ostafrika. Anker-Druckerei, München 1947 (Zweite Auflage 1953).
- Schwestern erzählen – Ein Buch von irdischer Not und helfender Liebe. Nürnberg 1936 (Anker-Druckerei, 1948).